# Saison 1982-1983 du Montpellier Paillade Sport Club
Maillots
Chronologie
Saison précédente Saison suivante
La saison 1982-1983 du Montpellier PSC a vu le club évoluer en Division 2 pour la première fois après le passage éclair du club dans l'élite.
Après un début de saison calamiteux dans la lignée de la fin de saison précédente, le club va se ressaisir pour se replacer dans la première moitié de tableau sans pour autant jamais inquiéter les leaders du groupe et en terminant à la 7e place du groupe A.
Le parcours en Coupe de France n'est guère plus emballant et s'arrête au septième tour de la compétition face aux martiniquais du  Club Franciscain.

## Déroulement de la saison

### Inter-saison
Devant la multitude de départs à la retraite comme celui de Michel Mézy, Guy Formici, Christian Sarramagna ou Jacky Vergnes et les parfums de fin de carrière de Jacques Santini et de Mama Ouattara, toute l'équipe est quasiment à reconstruire. 
Jacques Bonnet toujours entraîneur de l'équipe la renforce avec le prêt de l'avant-centre de l'OGC Nice, Gilbert Marguerite, ainsi qu'avec le retour de Jean-Marc Valadier, et l'arrivée du meneur de jeu hongrois, Sandor Zombori, mais également avec l'éclosion des jeunes Dominique Deplagne, Gérald Passi, Richard Toutain et Jean-Michel Guédé.

### Championnat
La saison démarre très mal puisque le club se retrouve dernier après seulement quatre journées pour autant de défaites, et beaucoup de supporteurs croient que le cauchemar de la saison précédente se poursuit. 
L'objectif de la remontée immédiate devient donc vite un lointain rêve, et ce malgré les cinq victoires d'affilée qui suivent replaçant l'équipe dans le milieu de tableau. 
La suite de la saison est très irrégulière au niveau du championnat, les bons résultats ne s'enchaînant jamais les uns aux autres,  les pailladins n'arrivant pas à trouver la confiance dans leur jeu terminent finalement septième, très loin des objectifs de début de saison.

### Coupes nationales
En Coupe de France, les résultats sont tout aussi décevants puisque le club est éliminé avant même l'entrée en jeu des clubs de l'élite par le Club Franciscain (1-2). 
Il faut croire que le voyage en Martinique avait été plus assimilé à des vacances qu'à autre chose par les joueurs.

## Joueurs et staff

### Transferts
| Été 1982             |               |                           |                        |                     |
| Nom                  | Nationalité   | Transfert                 | Provenance/Destination | Division            |
| Arrivées             |               |                           |                        |                     |
| Jacques Massol       | France        | Premier contrat pro       |                        |                     |
| Sandor Zombori       | Hongrie       | Transfert                 | Vasas SC               | Nemzeti Bajnokság I |
| Jean-Marc Valadier   | France        | Transfert                 | AS Monaco              | Division 1          |
| Jean-Michel Guédé    | Côte d'Ivoire | Premier contrat pro       |                        |                     |
| Patrick Soria        | France        | Premier contrat pro       |                        |                     |
| Prêts                |               |                           |                        |                     |
| Gilbert Marguerite   | France        | Prêt                      | OGC Nice               | Division 2          |
| Patrick Rey          | France        | Prêt                      | Lille OSC              | Division 1          |
| Départs              |               |                           |                        |                     |
| Alain Hopquin        | France        | Transfert                 | FC Sète                | Division 3          |
| Christian Sarramagna | France        | Fin de contrat (Retraite) |                        |                     |
| Désiré-Jean Sikely   | Côte d'Ivoire | Transfert                 | FC Sète                | Division 3          |
| Guy Formici          | France        | Fin de contrat (Retraite) |                        |                     |
| Jacky Vergnes        | France        | Fin de contrat (Retraite) |                        |                     |
| Jean-Pierre Duch     | France        | Fin de contrat (Retraite) |                        |                     |
| José Pasqualetti     | France        | Transfert                 | Olympique lyonnais     | Division 1          |
| Luizinho Da Silva    | Brésil        | Transfert                 | EA Guingamp            | Division 2          |
| Michel Granier       | France        | Fin de contrat (Retraite) |                        |                     |
| Michel Mézy          | France        | Fin de contrat (Retraite) |                        |                     |
| Patrick Baldassara   | France        | Fin de contrat (Retraite) |                        |                     |
| Victor Trossero      | Argentine     | Transfert                 | CA River Plate         | Primera división    |

## Rencontres de la saison

### Division 2
| Tour       | Adversaire          | Lieu | Résultat | Buteurs du MPSC                                        |
| Journée 1  | Nîmes Olympique     | Ext. | 0-2      | -                                                      |
| Journée 2  | AS Angoulême        | Dom. | 0-1      | -                                                      |
| Journée 3  | AS Béziers          | Ext. | 0-1      | -                                                      |
| Journée 4  | Valenciennes FC     | Dom. | 0-1      | -                                                      |
| Journée 5  | Angers SCO          | Ext. | 3-2      | Jean-Marc Valadier · Gilbert Marguerite                |
| Journée 6  | EA Guingamp         | Dom. | 2-1      | Mama Ouattara · Jean-Pierre Kern                       |
| Journée 7  | ES Viry-Châtillon   | Ext. | 3-0      | Jean-Pierre Kern · Gilbert Marguerite                  |
| Journée 8  | SC Abbeville        | Dom. | 3-0      | Buteurs inconnus                                       |
| Journée 9  | RC France           | Ext. | 2-1      | Jean-Marc Valadier · Gilbert Marguerite                |
| Journée 10 | Olympique d'Alès    | Dom. | 1-0      | Gilbert Marguerite                                     |
| Journée 11 | AS Libourne         | Ext. | 0-0      | -                                                      |
| Journée 12 | Le Havre AC         | Ext. | 1-3      | Bernard Ducuing                                        |
| Journée 13 | Limoges FC          | Dom. | 3-0      | Bernard Ducuing · Sandor Zombori                       |
| Journée 14 | AS Corbeil-Essonnes | Ext. | 2-0      | Gilbert Marguerite · (c.s.c.) Augias                   |
| Journée 15 | Stade rennais       | Dom. | 1-2      | Gilbert Marguerite                                     |
| Journée 16 | LB Châteauroux      | Ext. | 1-1      | Jacques Santini                                        |
| Journée 17 | US Nœux-les-Mines   | Dom. | 2-0      | (c.s.c.) Ratacjak · Roger Baltimore                    |
| Journée 18 | AS Angoulême        | Ext. | 0-2      | -                                                      |
| Journée 19 | AS Béziers          | Dom. | 1-1      | Buteur inconnu                                         |
| Journée 20 | Valenciennes FC     | Ext. | 2-3      | Sandor Zombori · Jean-Marc Valadier                    |
| Journée 21 | Angers SCO          | Dom. | 4-1      | Bernard Ducuing · Jean-Michel Guédé                    |
| Journée 22 | EA Guingamp         | Ext. | 0-3      | -                                                      |
| Journée 23 | ES Viry-Châtillon   | Dom. | 0-0      | -                                                      |
| Journée 24 | SC Abbeville        | Ext. | 1-0      | Jean-Marc Valadier                                     |
| Journée 25 | RC France           | Dom. | 1-0      | Jean-Pierre Kern                                       |
| Journée 26 | Olympique d'Alès    | Ext. | 0-0      | -                                                      |
| Journée 27 | AS Libourne         | Dom. | 2-0      | Sandor Zombori · Gérald Passi                          |
| Journée 28 | Le Havre AC         | Dom. | 1-1      | Jean-Michel Guédé                                      |
| Journée 29 | Limoges FC          | Ext. | 0-1      | -                                                      |
| Journée 30 | AS Corbeil-Essonnes | Dom. | 1-0      | Gilbert Marguerite                                     |
| Journée 31 | Stade rennais       | Ext. | 1-2      | Gilbert Marguerite                                     |
| Journée 32 | LB Châteauroux      | Dom. | 0-0      | -                                                      |
| Journée 33 | US Nœux-les-Mines   | Ext. | 1-1      | Jean-Louis Gasset                                      |
| Journée 34 | Nîmes Olympique     | Dom. | 3-1      | Faouzi Mansouri · Gilbert Marguerite · Richard Toutain |

### Coupe de France
| Tour    | Adversaire                       | Lieu | Résultat | Buteurs du MPSC |
| 6e tour | RC Agathois (DH)                 | Ext. | 1-0      | Richard Toutain |
| 7e tour | Club Franciscain (DH Martinique) | Ext. | 1-2      | Gérald Passi    |

## Statistiques

### Statistiques collectives
| Compétition     | Débute au tour | Place ou tour final | Matches joués | Gagnés | Nuls | Perdus | Buts pour | Buts contre | Différence |
| Division 2      | -              | 7e                  | 34            | 14     | 9    | 11     | 43        | 34          | +9         |
| Coupe de France | 6e tour        | 7e tour             | 2             | 1      | 0    | 1      | 2         | 2           | +0         |
| Total           | -              | -                   | 36            | 15     | 9    | 12     | 45        | 36          | +9         |

### Statistiques individuelles
| Nat. | Nom        | Division 2 | Division 2  | Division 2 | Division 2   | Coupe de France | Coupe de France | Coupe de France | Coupe de France | Total | Total       | Total  | Total        |
| Nat. | Nom        | M.j.       | But inscrit | Averti     | Carton rouge | M.j.            | But inscrit     | Averti          | Carton rouge    | M.j.  | But inscrit | Averti | Carton rouge |
|      | Deplagne   | 34         | 0           | 0          | 0            | -               | -               | -               | -               | 34    | 0           | 0      | 0            |
|      | Huc        | 0          | 0           | 0          | 0            | -               | -               | -               | -               | 0     | 0           | 0      | 0            |
|      | Zorzetto   | 29         | 0           | 0          | 0            | -               | -               | -               | -               | 29    | 0           | 0      | 0            |
|      | Mansouri   | 24         | 1           | 0          | 1            | -               | -               | -               | -               | 24    | 1           | 0      | 1            |
|      | Durand     | 29         | 0           | 0          | 0            | -               | -               | -               | -               | 29    | 0           | 0      | 0            |
|      | Toutain    | 21         | 1           | 0          | 0            | -               | -               | -               | -               | 21    | 1           | 0      | 0            |
|      | Alleman    | 17         | 0           | 0          | 0            | -               | -               | -               | -               | 17    | 0           | 0      | 0            |
|      | Mayot      | 1          | 0           | 0          | 0            | -               | -               | -               | -               | 1     | 0           | 0      | 0            |
|      | Passi      | 17         | 1           | 0          | 0            | -               | -               | -               | -               | 17    | 1           | 0      | 0            |
|      | Massol     | 4          | 0           | 0          | 0            | -               | -               | -               | -               | 4     | 0           | 0      | 0            |
|      | Santini    | 12         | 1           | 0          | 0            | -               | -               | -               | -               | 12    | 1           | 0      | 0            |
|      | Gasset     | 18         | 1           | 0          | 0            | -               | -               | -               | -               | 18    | 1           | 0      | 0            |
|      | Ouattara   | 17         | 1           | 0          | 1            | -               | -               | -               | -               | 17    | 1           | 0      | 1            |
|      | Baltimore  | 19         | 1           | 0          | 0            | -               | -               | -               | -               | 19    | 1           | 0      | 0            |
|      | Zombori    | 28         | 3           | 0          | 0            | -               | -               | -               | -               | 28    | 3           | 0      | 0            |
|      | Ducuing    | 30         | 7           | 0          | 0            | -               | -               | -               | -               | 30    | 7           | 0      | 0            |
|      | Sikely     | 1          | 0           | 0          | 0            | -               | -               | -               | -               | 1     | 0           | 0      | 0            |
|      | Marguerite | 27         | 10          | 0          | 1            | -               | -               | -               | -               | 27    | 10          | 0      | 1            |
|      | Valadier   | 28         | 5           | 0          | 0            | -               | -               | -               | -               | 28    | 5           | 0      | 0            |
|      | Guédé      | 13         | 3           | 0          | 0            | -               | -               | -               | -               | 13    | 3           | 0      | 0            |
|      | Kern       | 21         | 5           | 0          | 1            | -               | -               | -               | -               | 21    | 5           | 0      | 1            |
|      | Rey        | 6          | 0           | 0          | 0            | -               | -               | -               | -               | 6     | 0           | 0      | 0            |
|      | Soria      | 3          | 0           | 0          | 0            | -               | -               | -               | -               | 3     | 0           | 0      | 0            |

### Autres statistiques
| Meilleurs buteurs \| Joueur \| Total \| \| Gilbert Marguerite \| 10 \| \| Bernard Ducuing \| 7 \| \| Jean-Marc Valadier \| 5 \| \| Jean-Pierre Kern \| 5 \| \| Jean-Michel Guédé \| 3 \| \| Sandor Zombori \| 3 \| \| Faouzi Mansouri \| 1 \| \| Gérald Passi \| 1 \| \| Jacques Santini \| 1 \| \| Jean-Louis Gasset \| 1 \| \| Mama Ouattara \| 1 \| \| Richard Toutain \| 1 \| \| Roger Baltimore \| 1 \| | Equipe type de la saison Deplagne Mansouri Durand Toutain Zorzetto Gasset Ducuing Baltimore Valadier Zombori Marguerite D'après les temps de jeu à leur poste. |  |
| Joueur | Total |  |
| Gilbert Marguerite | 10 |  |
| Bernard Ducuing | 7 |  |
| Jean-Marc Valadier | 5 |  |
| Jean-Pierre Kern | 5 |  |
| Jean-Michel Guédé | 3 |  |
| Sandor Zombori | 3 |  |
| Faouzi Mansouri | 1 |  |
| Gérald Passi | 1 |  |
| Jacques Santini | 1 |  |
| Jean-Louis Gasset | 1 |  |
| Mama Ouattara | 1 |  |
| Richard Toutain | 1 |  |
| Roger Baltimore | 1 |  |

Buts
- Premier but de la saison :   Jean-Marc Valadier contre l'Angers SCO lors de la 5e journée de championnat
- Premier doublé :    Jean-Marc Valadier contre l'Angers SCO lors de la 5e journée de championnat
- Plus grande marge : 3 buts (marge positive) 3-0 à trois reprises et 4-1 contre l'Angers SCO lors de la 5e journée de championnat
- Plus grand nombre de buts dans une rencontre : 5 buts 4-1 et 3-2 contre l'Angers SCO et 2-3 contre le Valenciennes FC lors des 5e, 21e et 20e journées de championnat